# Stazione di Mühlenbeck-Mönchmühle
La stazione di Mühlenbeck-Mönchmühle è una fermata ferroviaria posta sulla ferrovia anulare esterna di Berlino. Serve la località di Mühlenbeck, frazione del comune di Mühlenbecker Land.

## Storia
La fermata di Mühlenbeck-Mönchmühle entrò in servizio il 2 settembre 1984.

## Strutture e impianti
La fermata è tra i pochi impianti ad avere un solo binario. Ciò non crea problemi in quanto arriva un treno ogni 10 minuti, con 20 minuti di intervallo dei treni provenienti da una direzione.

## Movimento
La fermata è servita dai treni della linea S8 della S-Bahn di Berlino.